# Graceville (Florida)
Graceville ist eine Stadt im Jackson County im US-Bundesstaat Florida. Das U.S. Census Bureau hat bei der Volkszählung 2020 eine Einwohnerzahl von 2.153 ermittelt. 

## Geographie
Graceville liegt rund 30 km nordwestlich von Marianna sowie etwa 130 km nordwestlich von Tallahassee, wenige Kilometer südlich der Grenze zu Alabama.

## Geschichte
Die Alabama and Florida Railway verband ab 1901 Graceville in Richtung Westen mit Samson und Georgiana in Alabama. Kurz nach Eröffnung der Strecke wurde diese von der Louisville and Nashville Railroad übernommen. Die L&N erbaute 1971 eine Verlängerung in Richtung Osten nach Campbellton, wo sie auf die Strecke der Atlanta and St. Andrews Bay Railroad (ASAB) traf. Der Streckenteil westlich der Stadt wurde 1984, der Teil nach Campbellton rund zehn Jahre später stillgelegt.

## Demographische Daten
Laut der Volkszählung 2010 verteilten sich die damaligen 2278 Einwohner auf 1184 Haushalte. Die Bevölkerungsdichte lag bei 205,2 Einw./km². 70,5 % der Bevölkerung bezeichneten sich als Weiße, 24,3 % als Afroamerikaner, 0,5 % als Indianer und 0,2 % als Asian Americans. 1,9 % gaben die Angehörigkeit zu einer anderen Ethnie und 2,6 % zu mehreren Ethnien an. 4,2 % der Bevölkerung bestand aus Hispanics oder Latinos.
Im Jahr 2010 lebten in 28,3 % aller Haushalte Kinder unter 18 Jahren sowie 30,9 % aller Haushalte Personen mit mindestens 65 Jahren. 58,3 % der Haushalte waren Familienhaushalte (bestehend aus verheirateten Paaren mit oder ohne Nachkommen bzw. einem Elternteil mit Nachkomme). Die durchschnittliche Größe eines Haushalts lag bei 2,30 Personen und die durchschnittliche Familiengröße bei 2,98 Personen.
25,5 % der Bevölkerung waren jünger als 20 Jahre, 29,2 % waren 20 bis 39 Jahre alt, 20,2 % waren 40 bis 59 Jahre alt und 25,2 % waren mindestens 60 Jahre alt. Das mittlere Alter betrug 35 Jahre. 46,9 % der Bevölkerung waren männlich und 53,1 % weiblich.
Das durchschnittliche Jahreseinkommen lag bei 25.221 $, dabei lebten 27,9 % der Bevölkerung unter der Armutsgrenze.
Im Jahr 2000 war englisch die Muttersprache von 96,21 % der Bevölkerung und spanisch sprachen 3,79 %.

## Verkehr
Graceville wird von den Florida State Roads 2 und 77 durchquert. Der Northwest Florida Beaches International Airport liegt rund 90 km südlich der Stadt.

## Kriminalität
Die Kriminalitätsrate lag im Jahr 2010 mit 193 Punkten (US-Durchschnitt: 266 Punkte) im niedrigen Bereich. Es gab einen Raubüberfall, eine Körperverletzung, 23 Einbrüche, 54 Diebstähle und drei Autodiebstähle.